# Luciano Aued
Luciano Román Aued (La Plata, 1º marzo 1987) è un ex calciatore argentino, di ruolo centrocampista.

## Caratteristiche tecniche
Gioca come esterno sinistro.

## Carriera

### Club
Esordisce da calciatore professionista con il Gimnasia (LP).

### Nazionale
Nel 2011 debutta con la nazionale argentina.

## Statistiche
Statistiche aggiornate al 13 agosto 2022.

### Presenze e reti nei club
| Stagione                    | Squadra                     | Campionato                  | Campionato | Campionato | Coppe nazionali | Coppe nazionali | Coppe nazionali | Coppe continentali | Coppe continentali | Coppe continentali | Altre coppe | Altre coppe | Altre coppe | Totale | Totale |
| Stagione                    | Squadra                     | Comp                        | Pres       | Reti       | Comp            | Pres            | Reti            | Comp               | Pres               | Reti               | Comp        | Pres        | Reti        | Pres   | Reti   |
| --------------------------- | --------------------------- | --------------------------- | ---------- | ---------- | --------------- | --------------- | --------------- | ------------------ | ------------------ | ------------------ | ----------- | ----------- | ----------- | ------ | ------ |
| 2007                        | Gimnasia La Plata           | PD                          | 1          | 0          | -               | -               | -               | -                  | -                  | -                  | -           | -           | -           | 1      | 0      |
| 2007-08                     | Gimnasia La Plata           | PD                          | 10         | 0          | -               | -               | -               | -                  | -                  | -                  | -           | -           | -           | 10     | 0      |
| 2008-09                     | Gimnasia La Plata           | PD                          | 8          | 0          | -               | -               | -               | -                  | -                  | -                  | -           | -           | -           | 8      | 0      |
| 2009-10                     | Gimnasia La Plata           | PD                          | 35         | 0          | -               | -               | -               | -                  | -                  | -                  | -           | -           | -           | 35     | 0      |
| 2010-11                     | Gimnasia La Plata           | PD                          | 24         | 0          | -               | -               | -               | -                  | -                  | -                  | -           | -           | -           | 24     | 0      |
| Totale Gimnasia La Plata    | Totale Gimnasia La Plata    | Totale Gimnasia La Plata    | 78         | 0          |                 | 5               | 1               |                    | -                  | -                  |             | -           | -           | 78     | 0      |
| 2011-12                     | Racing Club                 | PD                          | 13         | 0          | CA              | 3               | 0               | CS                 | 2                  | 0                  | -           | -           | -           | 18     | 0      |
| 2012-13                     | Racing Club                 | PD                          | 6          | 0          | -               | -               | -               | -                  | -                  | -                  | -           | -           | -           | 6      | 0      |
| 2013-14                     | Racing Club                 | PD                          | 15         | 0          | -               | -               | -               | -                  | -                  | -                  | -           | -           | -           | 15     | 0      |
| 2014                        | Racing Club                 | PD                          | 16         | 0          | CA              | 2               | 0               | -                  | -                  | -                  | -           | -           | -           | 18     | 0      |
| 2015                        | Racing Club                 | PD                          | 24         | 0          | CA              | 4               | 1               | CL                 | 5                  | 0                  | -           | -           | -           | 33     | 1      |
| 2016                        | Racing Club                 | PD                          | 12         | 1          | CB              | 1               | 0               | CL                 | 10                 | 0                  | -           | -           | -           | 23     | 1      |
| 2016-17                     | Racing Club                 | PD                          | 29         | 0          | CA              | 3               | 0               | CS                 | 3                  | 0                  | -           | -           | -           | 35     | 0      |
| Totale Racing Club          | Totale Racing Club          | Totale Racing Club          | 115        | 1          |                 | 13              | 1               |                    | 20                 | 0                  |             | -           | -           | 148    | 2      |
| 2017                        | Universidad Católica        | PD                          | 12         | 2          | -               | -               | -               | -                  | -                  | -                  | SS          | 1           | 0           | 13     | 2      |
| 2018                        | Universidad Católica        | PD                          | 29         | 5          | CC              | 2               | 1               | -                  | -                  | -                  | -           | -           | -           | 31     | 6      |
| 2019                        | Universidad Católica        | PD                          | 23         | 5          | CC              | 6               | 2               | CL+CS              | 6+2                | 2                  | SS          | 1           | 0           | 39     | 9      |
| 2020                        | Universidad Católica        | PD                          | 31         | 11         | -               | -               | -               | CL+CS              | 5+6                | 2                  | SS          | 1           | 0           | 44     | 12     |
| 2021                        | Universidad Católica        | PD                          | 16         | 0          | CC              | 4               | 0               | CL                 | 6                  | 1                  | SS          | 1           | 0           | 27     | 1      |
| 2022                        | Universidad Católica        | PD                          | 5          | 0          | CC              | 2               | 0               | CS                 | 1                  | 0                  | -           | -           | -           | 8      | 0      |
| Totale Universidad Catolica | Totale Universidad Catolica | Totale Universidad Catolica | 117        | 23         |                 | 14              | 3               |                    | 26                 | 5                  |             | 4           | 0           | 163    | 31     |
| Totale carriera             | Totale carriera             | Totale carriera             | 320        | 24         |                 | 27              | 4               |                    | 46                 | 5                  |             | 4           | 0           | 389    | 33     |

### Cronologia presenze e reti in nazionale
| Cronologia completa delle presenze e delle reti in nazionale ― Argentina | Cronologia completa delle presenze e delle reti in nazionale ― Argentina | Cronologia completa delle presenze e delle reti in nazionale ― Argentina | Cronologia completa delle presenze e delle reti in nazionale ― Argentina | Cronologia completa delle presenze e delle reti in nazionale ― Argentina | Cronologia completa delle presenze e delle reti in nazionale ― Argentina | Cronologia completa delle presenze e delle reti in nazionale ― Argentina | Cronologia completa delle presenze e delle reti in nazionale ― Argentina |
| Data                                                                     | Città                                                                    | In casa                                                                  | Risultato                                                                | Ospiti                                                                   | Competizione                                                             | Reti                                                                     | Note                                                                     |
| ------------------------------------------------------------------------ | ------------------------------------------------------------------------ | ------------------------------------------------------------------------ | ------------------------------------------------------------------------ | ------------------------------------------------------------------------ | ------------------------------------------------------------------------ | ------------------------------------------------------------------------ | ------------------------------------------------------------------------ |
| 16-3-2011                                                                | San Juan                                                                 | Argentina                                                                | 4 – 1                                                                    | Venezuela                                                                | Amichevole                                                               | 1                                                                        | 55’                                                                      |
| 20-4-2011                                                                | Mar del Plata                                                            | Argentina                                                                | 2 – 2                                                                    | Ecuador                                                                  | Amichevole                                                               | -                                                                        | 46’                                                                      |
| Totale                                                                   |                                                                          | Presenze                                                                 | 2                                                                        |                                                                          | Reti                                                                     | 1                                                                        |                                                                          |

## Palmarès

### Club

#### Competizioni nazionali
- Campionato argentino: 1

Racing Club: 2014
- Campionato cileno: 4

Universidad Católica: 2018, 2019, 2020, 2021
- Supercopa de Chile: 3

Universidad Católica: 2019, 2020, 2021